# پیمان نه قدرت

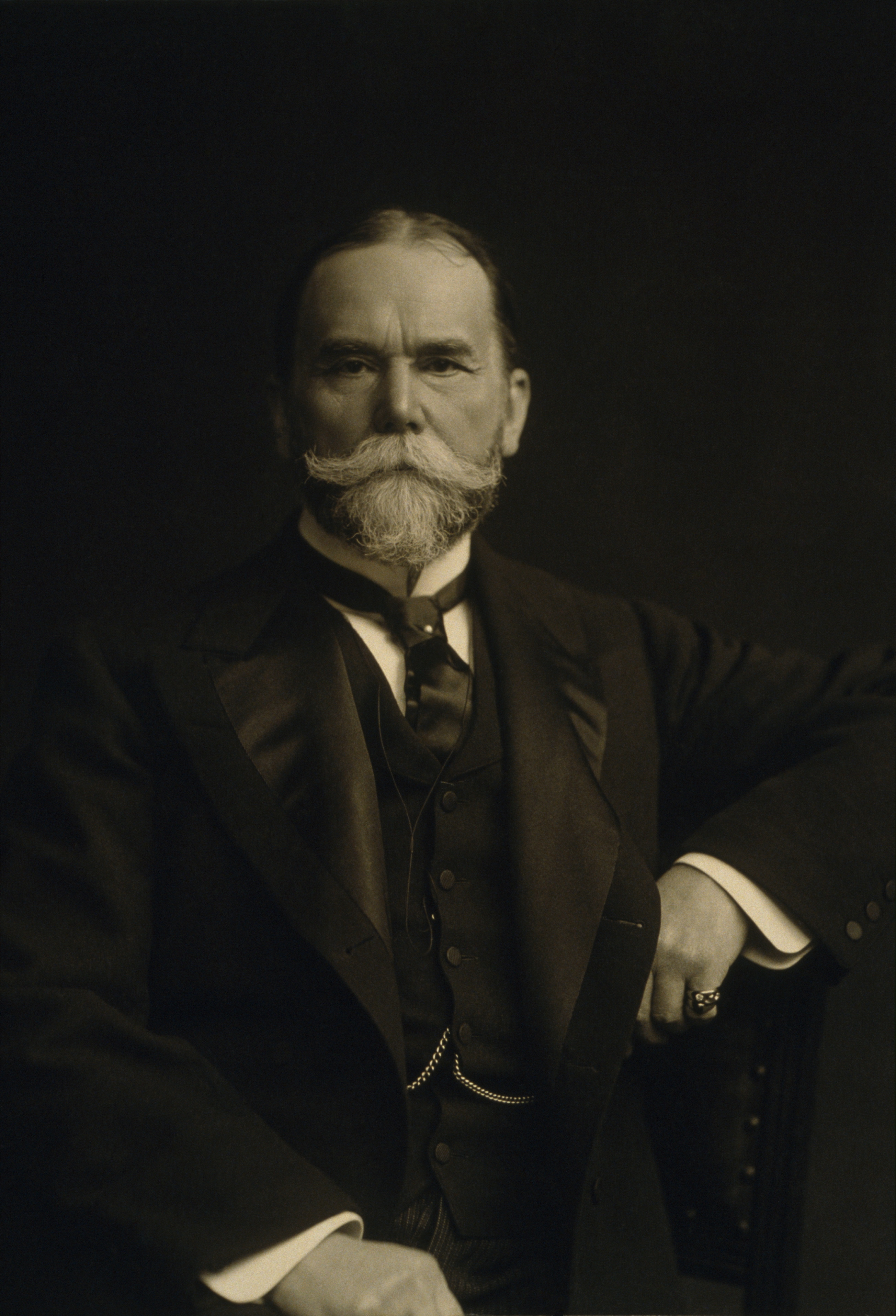
وزیر خارجه آمریکا جان هی معمار سیاست درهای باز بود

پیمان نه قدرت (انگلیسی: Nine-Power Treaty، چینی: 九國公約) معاهده‌ای بود که در ۶ فوریه ۱۹۲۲ امضا شد و با تضمین استقلال و تمامیت ارضی چین، به ادامه حکومت ملی کومین دانگ رسمیت داد. این معاهده که پس از پایان جنگ جهانی اول امضا می‌شد بر پایه سیاست درهای باز شکل گرفته بود و بازگشت چین به سیاست درهای بسته را غیرقانونی می‌کرد. طرف‌های امضا کننده این قرارداد همان شرکت‌کنندگان در کنفرانس نیروی دریایی واشنگتن بودند: آمریکا، بلژیک، بریتانیا، جمهوری چین، فرانسه، ایتالیا، امپراتوری ژاپن، هلند و پرتغال.
این معاهده در سال ۱۹۳۱ و با حمله ژاپن به منچوری از سوی امپراتوری ژاپن نقض شد.